# شوبین
شوبین (به لاتین: Szubin) یک شهرک در لهستان است که در شهرستان ناکوو واقع شده‌است.

## خصوصیات
شوبین ۷٫۶۵ کیلومترمربع مساحت و ۹٬۳۲۶ نفر جمعیت دارد.